# Montaigut-en-Combraille
Montaigut-en-Combraille (bis 31. Dezember 2022 Montaigut) ist eine französische Gemeinde mit 977 Einwohnern (Stand 1. Januar 2022) im Département Puy-de-Dôme in der Region Auvergne-Rhône-Alpes. Sie gehört administrativ zum Arrondissement Riom und ist Teil des Kantons Saint-Éloy-les-Mines.

## Geographie
Die Gemeinde liegt in der Landschaft Combraille, rund 25 Kilometer südöstlich von Montluçon und 40 Kilometer nordwestlich von Riom. Sie grenzt im Norden an das benachbarte Département Allier. Nachbargemeinden von Montaigut-en-Combraille sind:
- Buxières-sous-Montaigut im Nordosten,
- Saint-Éloy-les-Mines im Osten und Südosten,
- Youx im Süden,
- La Crouzille und Ars-les-Favets im Westen und
- La Celle im Nordwesten.

Der Ort selbst liegt an der Südseite eines kleinen Hügels. Westlich davon entspringt der Fluss Bouron, der hier zum Étang de la Prade aufgestaut und zu einem Freizeitzentrum ausgebaut wurde. Die Départementsstraße D2144, die von Riom nach Montluçon führt, versorgt das Gemeindegebiet verkehrstechnisch.

## Geschichte
Der Name des Ortes stammt vom Hügel Mons Acutus ab, der eine strategisch wichtige Position zwischen dem Herzogtum Auvergne und dem Bourbonnais einnahm. Montaigut-en-Combraille war die Hauptstadt der damaligen Baronie Combraille.

### Bevölkerungsentwicklung
| Jahr                       | 1968 | 1975 | 1982 | 1990 | 1999 | 2006 | 2009 |
| Einwohner                  | 1665 | 1547 | 1476 | 1235 | 1129 | 1075 | 1047 |
| Quellen: Cassini und INSEE |      |      |      |      |      |      |      |

## Sehenswürdigkeiten
- Stadtturm (12. Jahrhundert – Monument historique)[1]
- Kirche (12./13. Jahrhundert – Monument historique)[2]
- „Apotheker-Haus“ (16. Jahrhundert – Monument historique)[3]

## Partnergemeinde
- Wißmannsdorf, Deutschland